# Castello di Muiden in inverno
Castello di Muiden in inverno è un dipinto di Jan Abrahamsz Beerstraaten. Eseguito nel 1658, è conservato nella National Gallery di Londra.

## Descrizione
Il dipinto raffigura il castello di Muiden, nei pressi di Amsterdam, visto da nord-est. In primo piano, alcune figure pattinano sul ghiaccio.